# Duangang Shuiku
Duangang Shuiku är en reservoar i Kina. Den ligger i provinsen Hubei, i den centrala delen av landet, omkring 93 kilometer nordväst om provinshuvudstaden Wuhan. Duangang Shuiku ligger 49 meter över havet. Arean är 5,0 kvadratkilometer. Trakten runt Duangang Shuiku består till största delen av jordbruksmark. Den sträcker sig 3,9 kilometer i nord-sydlig riktning, och 4,3 kilometer i öst-västlig riktning.
Genomsnittlig årsnederbörd är 1 301 millimeter. Den regnigaste månaden är juli, med i genomsnitt 192 mm nederbörd, och den torraste är december, med 15 mm nederbörd.